# Долинюк Євгенія Олексіївна
Євгенія Олексіївна Долинюк (25 квітня 1914, Білівці — 20 жовтня 1990) — діяч колгоспного руху, ланкова колгоспу імені XXII з'їзду КПРС Борщівського району Тернопільської області, двічі Герой Соціалістичної Праці (4.05.1951, 26.02.1958). Кандидат у члени ЦК КПРС у 1961—1966 роках. Депутат Верховної Ради УРСР 4—5-го і 7—8-го скликань. Депутат Верховної Ради СРСР 6-го скликання (в 1962—1966 роках).

## Біографія
Народилась 25 квітня (12 квітня за старим стилем) 1914 року в бідній селянській родині в селі Білівцях, тепер Борщівського району Тернопільської області. Освіта початкова. З тринадцятирічного віку наймитувала. Потім працювала у власному сільському господарстві.
У 1946— 1947 роках — колгоспниця колгоспу імені Шевченка села Боришківців Мельнице-Подільського району Тернопільської області. З 1947 року — ланкова-овочівник, з 1949 року — ланкова-кукурудзовод колгоспу імені Сталіна (потім — імені 22-го з'їзду КПРС) села Боришківці (центральна садиба в селі Вигода) Мельнице-Подільського (потім — Борщівського) району Тернопільської області.
Майстер високих врожаїв кукурудзи і цукрових буряків. У 1959 році врожай зерна кукурудзи в ланці Додинюк становив 223 ц/га на площі 20 га, а врожай зеленої маси з початками — 1605 ц/га на площі 105 га. У 1966 році ланка Долинюк виростила по 555 ц, а в 1967 році — по 655 ц цукрових буряків на кожному з 30 га; 1977 року кукурудзи в зерні зібрано по 85 ц/га на площі 50 га і цукрових буряків — по 762 ц на кожному з 70 га.
Член КПРС з 1953 року. Делегат XXI—XXIV-го з'їздів КПРС.
Померла 20 жовтня 1990 року. Похована в селі Боришківцях Чортківського району Тернопільської області.

## Нагороди
- двічі Герой Соціалістичної Праці:
  - 4.05.1951 — за високі врожаї кукурудзи,
  - 26.02.1958 — за успіхи в розвитку сільського господарства.
- три ордени Леніна (4.05.1951, 15.12.1972, 24.12.1976)
- орден Жовтневої Революції (8.04.1971)
- орден Дружби народів (24.04.1984)
- дві медалі «За трудову доблесть» (25.12.1959, 30.04.1966)
- медалі
- 12 медалей ВВЦ і ВДНГ
- Почесна грамота Президії Верховної Ради УРСР (25.04.1964)
- заслужений працівник сільського господарства Української РСР

## Пам'ять
- На батьківщині Євгенії Долинюк встановлене бронзове погруддя, проте у 2010 році було демонтоване невідомими.[1]

- Долинюк була автором книг:
  - «В поход за большую кукурузу» (1961),
  - «Множатся ряды мастеров кукурузоводов» (1962),
  - «Мы поколение счастливых» (1964).

- Їй присвячена книга:
  - «Солов'їний край». Повість; автор Большак В. Г.; видання: «Писатель»; тираж 30 тисяч екз.; 1962 рік.

- Про неї був знятий документальний фільм:
  - «Євгенія Долинюк» (1960, реж. Є. Григорович), Київська студія науково-популярних фільмів.

- Їй присвячена картина:
  - «Ланка двічі Героя Соціалістичної Праці Є. Долинюк» (1960, художник В. Адамкевич).